# L'Impossible Témoin
Pour plus de détails, voir Fiche technique et Distribution.
L'Impossible Témoin (Hide in Plain Sight) est un film américain réalisé par James Caan, sorti en 1980.

## Synopsis
Un père divorcé voit sa vie bouleversée le jour où son ex-femme s'évapore avec ses deux enfants en compagnie de son nouveau mari, un petit truand témoignant contre la pègre locale et secrètement protégé.

## Fiche technique
- Titre français : L'Impossible Témoin
- Titre original : Hide in Plain Sight
- Réalisation : James Caan
- Scénario : Spencer Eastman, d'après le roman de Leslie Waller basé sur une histoire vraie
- Musique : Leonard Rosenman
- Photographie : Paul Lohmann
- Montage : Fredric Steinkamp et William Steinkamp
- Production : Robert W. Christiansen et Rick Rosenberg
- Société de distribution et de distribution : Metro-Goldwyn-Mayer
- Pays de production:  États-Unis
- Langue : Anglais
- Format : Couleur - Mono - 35 mm - 2.35:1
- Genre : Drame
- Durée : 92 min
- Date de sortie :
  - États-Unis : mars 1980

## Distribution
- James Caan (VF : Bernard Tiphaine) : Thomas Hacklin, Jr.
- Jill Eikenberry (VF : Anne Rochant) : Alisa Hacklin
- Robert Viharo (VF : Jacques Thébault) : Jack Scolese
- Joe Grifasi (VF : Michel Paulin) : Matty Stanek
- Barbra Rae (VF : Martine Messager) : Ruthie Hacklin
- Kenneth McMillan (VF : Jacques Dynam) : Sam Marzetta
- Josef Sommer (VF : Claude Dasset) : Jason R. Reid
- Danny Aiello (VF : Jean-Pierre Delage) : Sal Carvello
- Thomas Hill (VF : William Sabatier) : Bobby Momisa
- Andy Fenwick (VF : Odile Schmitt) : Andy Hacklin
- Heather Bicknell (VF : Joëlle Guigui) : Junie Hacklin
- Chuck Hicks : Frankie Irish
- Peter Maloney (VF : Jean-Pierre Leroux) : Lee McHugh
- Jude Farese (VF : Pierre Garin) : Carmine
- David Margulies (VF : Denis Boileau) : L'inspecteur Reilly
- Alice Drummond (VF : Régine Blaess) : Mme Novack